# Menna Hamed
Menna Hamed , née le 30 janvier 1998 au Caire, est une joueuse professionnelle de squash représentant l'Égypte. Elle atteint en mars 2025 la 32e place mondiale sur le circuit international, son meilleur classement.